# Sudbury (Suffolk)
Sudbury é uma vila e paróquia civil do distrito de Babergh, no Condado de Suffolk, na Inglaterra. Sua população é de 22.824 habitantes (2015). Sudbury foi registrada no Domesday Book de 1086 como Sudberia/Sutberie(a).
É também o local de nascimento do pintor Thomas Gainsborough (14 de Maio de 1727) o mais famoso artista local. 